# 小宮公園
小宮公園（こみやこうえん）は、東京都八王子市の北東部にある都立公園。所在地は八王子市大谷町と暁町2丁目にまたがり、サービスセンター（管理事務所、別名雑木林ホール）は暁町2丁目41-6に所在する。
公園として開園以前は「ひよどり山」と呼ばれていた。公園直下にはひよどり山トンネルが貫通している。

## 概要

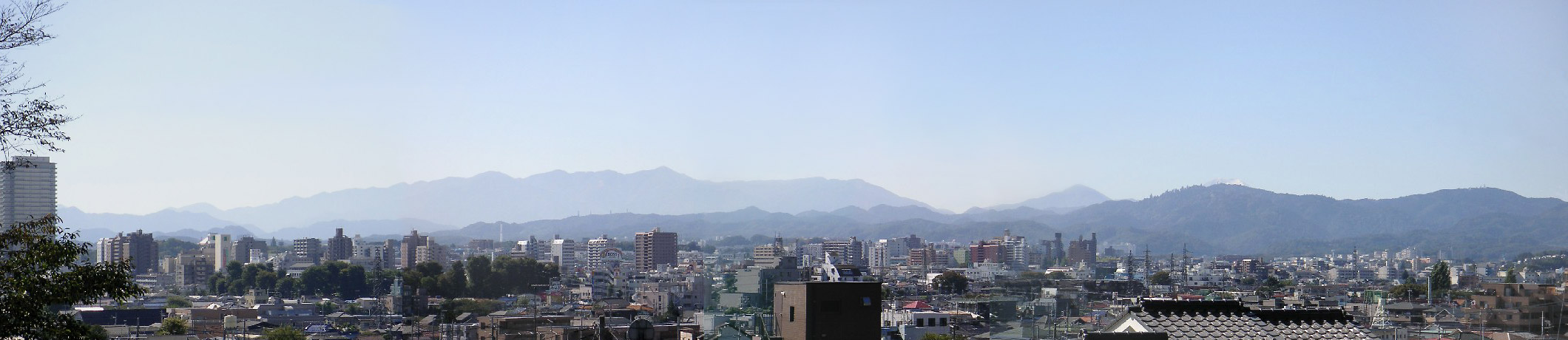
小宮公園付近から見た風景

多摩丘陵（加住丘陵）の丘陵に刻まれた谷戸とその周囲の水源涵養林、そしてコナラやクヌギなどの雑木林を生かした公園である。ゾーンを区切って伐採し萌芽を促す「萌芽更新」という、昔ながらの里山の管理を行っているため、美しい雑木林を観賞することができる。その中でも東京有数の湧き水もあり、自然とともに水の音も鑑賞することができる。
また丘陵の上部では、多摩動物公園で飼育する動物の食草を栽培しており、草食動物用の食草を栽培するゾーン、コアラ用のユーカリを栽培するゾーンなどもある。
八王子市立ひよどり山中学校に隣接している。
入園料は無料であり、閉園することはない（駐車場を除く）。

## 歴史
- 1986年（昭和61年）6月1日 - 開園。
- 2006年（平成18年）4月1日 - 2016年（平成28年）3月31日まで、指定管理者制度により財団法人東京都公園協会が管理する。
- 2016年（平成28年）4月1日 - 指定管理者が変更される[2]。西武造園・西武緑化管理[3]（西武グループ）、NPO法人 NPO birth[4]、一般社団法人防災教育普及協会[5] により構成される「西武・多摩部の公園パートナーズ」となった[2]。

## 近隣施設
- 八王子市立ひよどり山中学校
- ひよどり山トンネル
- 富士見台霊園（隣接）
- 北大谷古墳
- 八王子郵便局
- 中央自動車道八王子インターチェンジ
- 村内ファニチャーアクセス

## 交通アクセス
- 路線バス
  - 八王子駅北口または京王八王子駅より、西東京バスの以下路線に乗車。
    - 「ひよどり山トンネル経由」の各路線
    - 宇津木台（バイパス経由）、中野団地（八王子郵便局経由）

  - 各路線とも「八王子郵便局前」停留所　下車、徒歩10分
- マイカー用駐車場あり（30台、うち4台は身体障害者用）